# Mount Maglione
Mount Maglione är ett berg i Antarktis. Det ligger i Västantarktis. Inget land gör anspråk på området. Toppen på Mount Maglione är 1 190 meter över havet.
Terrängen runt Mount Maglione är platt. Trakten är obefolkad. Det finns inga samhällen i närheten.